# Lycenchelys paxillus
Lycenchelys paxillus is een straalvinnige vissensoort uit de familie van puitalen (Zoarcidae). De wetenschappelijke naam van de soort is voor het eerst geldig gepubliceerd in 1879 door Goode & Bean.